# Burt Topper
Burt Topper (* 31. Juli 1928 in Brooklyn, New York City, New York, USA; † 3. April 2007 in Los Angeles, Kalifornien, USA) war ein US-amerikanischer Filmproduzent, Filmregisseur, Drehbuchautor und Filmschauspieler.

## Leben
Burt Topper zog im Alter von 8 Jahren mit seinen Eltern nach Los Angeles. Während des Zweiten Weltkrieges diente er in der United States Navy auf den Philippinen. Zum großen Kino kam er im Alter von 30 Jahren und hatte dort im Jahr 1958 sein Regiedebüt mit Hell Squad. Er produzierte Filme für Sam Arkoff bei American International Pictures. Bekannt wurde er für die Low-Budget Kultfilme Rebellen in Lederjacken (1967) und Wild in den Straßen (1968), welche im Jugendlichenmilieu der 1960er Jahre spielen und auf deren Zielgruppe sie zugeschnitten waren.
Topper wurde im Abspann auch als Burton Topper und B. Zarkoff genannt.
Burt Topper starb im Alter von 78 Jahren an einem Herzversagen im Cedars-Sinai Medical Center in Los Angeles. Er hinterließ seine Frau Jennifer und seine Schwester. Seine letzte Ruhestätte befindet sich auf dem Mount Sinai Memorial Park in Los Angeles.

## Filmografie

### Regisseur
- 1958: Hell Squad
- 1958: War Hero
- 1958: Suicide Battalion
- 1959: Panzerkommando (Tank Commandos)
- 1959: Diary of a High School Bride
- 1960: Marschbefehl zur Hölle (War Is Hell)[5]
- 1964: Der Würger von Boston (The Strangler)
- 1969: Die teuflischen Acht (The Devil’s 8)
- 1971: The Hard Ride
- 1976: Soul Hustler[6]
- 1976: The Day the Lord Got Busted

### Produzent
- 1958: Hell Squad
- 1959: Panzerkommando (Tank Commandos)
- 1959: Diary of a High School Bride
- 1960: Marschbefehl zur Hölle (War Is Hell)
- 1964: Space Probe Taurus, auch: Space Monster[6]
- 1966: Morgen holt euch der Teufel (Fireball 500)
- 1967: Donner-Teufel, auch: Crash Drivers – Entscheidung in der Todeskurve (Thunder Alley)[5]
- 1967: Rebellen in Lederjacken (Devil’s Angels)
- 1968: Wild in den Straßen (Wild in the Streets)
- 1969: Die teuflischen Acht (The Devil’s 8)
- 1971: The Hard Ride
- 1976: The Day the Lord Got Busted
- 1979: R.O.B.O.D.O.G. (C.H.O.M.P.S.)[5]

### Drehbuchautor
- 1958: Hell Squad
- 1959: Panzerkommando Tank Commandos
- 1959: Diary of a High School Bride
- 1960: Marschbefehl zur Hölle (War Is Hell)
- 1971: The Hard Ride

### Schauspieler
- 1958: No Place to Land
- 1959: Killer von Dakota (Plunderers of Painted Flats)
- 1960: Marschbefehl zur Hölle (War Is Hell)
- 1967: Sadismo
- 1967: Teenage Rebellion

### Regieassistent
- 1965: Space Monster (Fernsehfilm) (2nd Unit Regisseur) (als B. Zarkoff im Abspann)
- 1979: Robodog, auch: R.O.B.O.D.O.G. (C.H.O.M.P.S.) (2nd Unit Regisseur)

### Soundtrack
- 1976: The Day the Lord Got Busted (Drehbuch: The Lovin’ Man und Listen and Believe)

### Weitere Auftritte
- 2001: It Conquered Hollywood! The Story of American International Pictures: als er selbst (Fernsehfilm)